# 留岡幸男

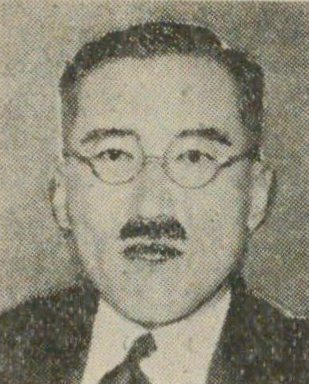
留岡幸男

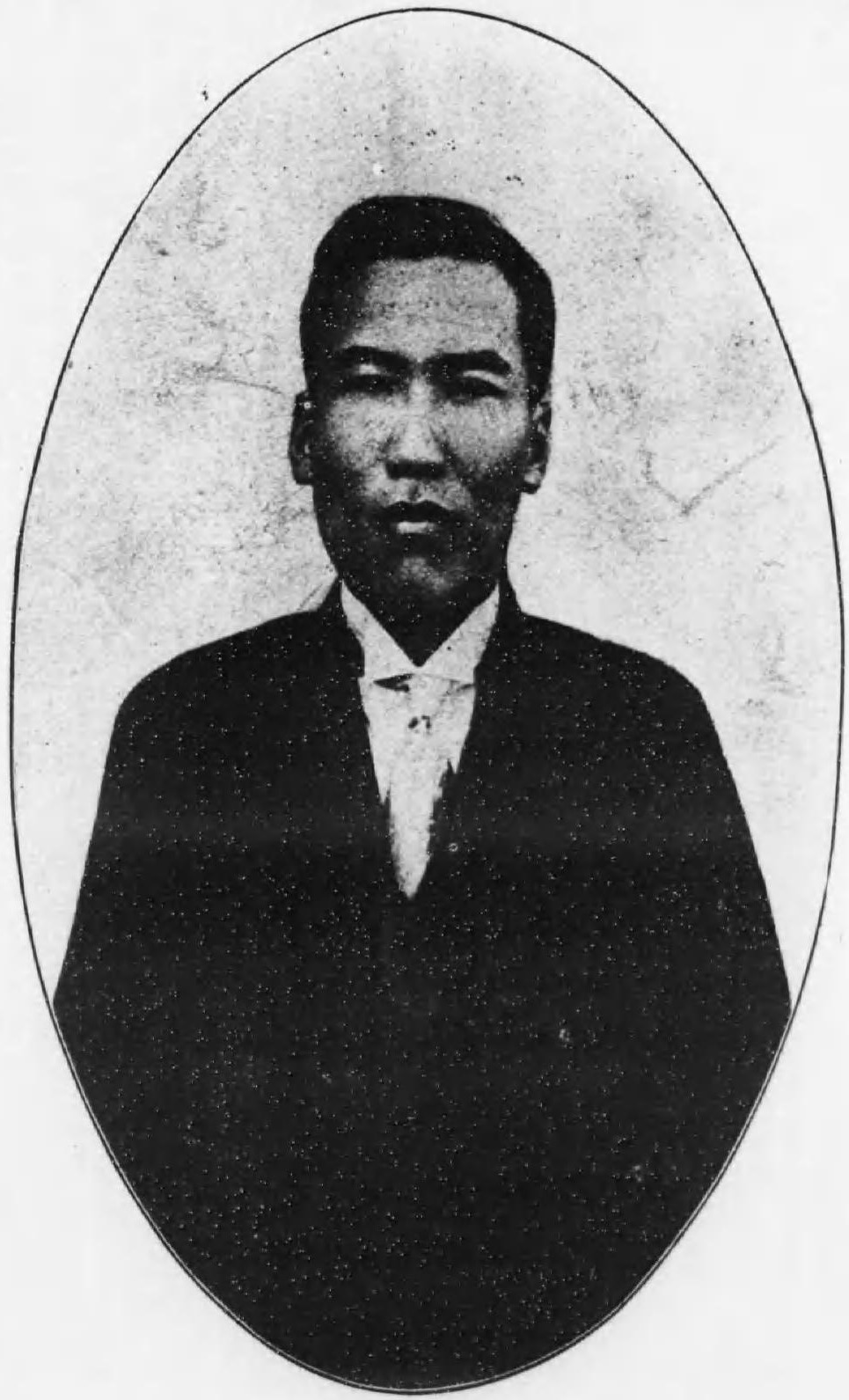
加東郡長時代の留岡（1923年）

留岡 幸男（とめおか ゆきお、1894年4月16日 - 1981年5月3日）は、日本の内務官僚、実業家。官選秋田県知事、警視総監、北海道庁長官。

## 経歴
岡山県高梁市出身。社会事業家・牧師、留岡幸助の三男として生まれる。早稲田中学、第二高等学校を経て、1919年7月、東京帝国大学法学部法律学科（独法）を卒業。同年10月、高等試験行政科試験に合格。同年12月、兵庫県属となり内務部地方課に配属。以後、兵庫県加東郡長、石川県理事官兼警察部工場課長、同県視学官、京都府内務部庶務課長、栃木県書記官・学務部長、香川県書記官・警察部長、千葉県書記官・学務部長、新潟県書記官・警察部長、神奈川書記官・警察部長、警視庁警務部長、北海道庁部長・総務部長などを歴任。
1939年1月、秋田県知事に就任。1940年7月、内務省地方局長となり、1941年10月、東條内閣下で警視総監に就任し首都の治安を担う。1942年6月まで在任。
1946年1月、北海道庁長官に就任するが3か月で退任。公職追放となり、1951年8月に解除された。退官後は、京浜港運会長、統計印刷工業会長などを務めた。1981年5月3日死去。享年87。墓所は多磨霊園

## 親族
- 弟 留岡清男（北海道大学教授・北海道家庭学校長）

## 栄典
- 1940年（昭和15年）8月15日 - 紀元二千六百年祝典記念章[3]